# Католицька церква в Ботсвані
Като́лицька це́рква в Ботсва́ні — друга християнська конфесія Ботсвани. Складова всесвітньої Католицької церкви, яку очолює на Землі римський папа. Керується конференцією єпископів. Станом на 2004 рік у країні нараховувалося близько 83 000 католиків (4,78% від усього населення). Існувало 2 діоцезій, які об'єднували 33 церковних парафій.  Кількість  священиків — 56 (з них представники секулярного духовенства — 16, члени чернечих організацій — 40), постійних дияконів — 1, монахів — 44, монахинь — 72.